# Daniel Dugléry
Daniel Dugléry, né le 18 octobre 1946 à Montluçon (Allier), est un homme politique français, membre de Union pour un mouvement populaire devenue Les Républicains. Il est maire de Montluçon du 18 mars 2001 au 12 décembre 2017, président de la communauté d'agglomération montluçonnaise puis de Montluçon Communauté depuis le 1er janvier 2017 et président du Pôle d'équilibre territorial et rural du pays de la vallée de Montluçon et du Cher depuis le 18 mars 2001. Depuis le 13 décembre 2015, il est conseiller régional d'Auvergne-Rhône-Alpes.

## Formation
Fils de boulanger, il rentre d'abord dans la Police nationale en tant que gardien de la paix. Titulaire d'un bac philo, il passera par la suite le concours d'officier de paix, avant de réussir le concours de Commissaire de police.
Il effectue ses études à l'Institution Saint-Joseph. Il est diplômé de l'École nationale supérieure de la police (ENSP) et de l'Institut des hautes études de la sécurité intérieure (IHESI) et titulaire d'un DESS de sciences sociales.
Il épouse, en 1969, Jeannine Turcat, avec qui il a deux enfants.

## Activités professionnelles
Commissaire stagiaire à Clermont-Ferrand, il est ensuite affecté à Beaumont-sur-Oise (1977-1979), à Creil (1979-1982), puis au département de protection du secret au Commissariat à l'énergie atomique (CEA) (1982-1983). 
De 1986 à 1988, il est membre du Bureau exécutif du Conseil national de prévention de la délinquance, et de 1989 à 1994, il est sous-directeur de l'action préventive et de la protection au ministère de l'Intérieur. Contrôleur général, puis Inspecteur général de la Police nationale, il occupe le poste de Directeur central de la sécurité publique entre 1995 et 1997.
En 1997, il quitte l'administration pour le secteur privé et devient directeur général dans un groupe parisien.

## Activités syndicales
De 1983 à 1986, il est secrétaire général adjoint, puis de 1986 à 1989 secrétaire général du Syndicat des commissaires et hauts fonctionnaires de la Police nationale (SCHFPN).

## Activités politiques
Fin 2000, Daniel Dugléry regagne Montluçon. Se proclamant « apolitique », il dirige une liste divers droite lors des élections municipales de 2001 : il bat la liste d'union de la gauche avec plus de 57 % des suffrages (9 775 voix). La semaine suivante, il est élu conseiller général de l'Allier, et devient vice-président du conseil général.
Il est réélu maire de Montluçon dès le premier tour, le 9 mars 2008, avec 50,18 % (8 921 voix) des suffrages.
Daniel Dugléry échoue de justesse aux élections législatives de 2002 face à Pierre Goldberg (50,08 %), et plus largement en 2007 face à Bernard Lesterlin (53,59 %). 
En 2008, il est pressenti pour être candidat aux élections sénatoriales, mais se retire.
Il est le tête de liste de la majorité présidentielle dans le département de l'Allier lors des élections régionales de 2010. Après ce scrutin, il devient président du groupe UMP au conseil régional d'Auvergne. Il réussit à préserver dans sa ville le tribunal de grande instance, dans le réaménagement de la carte judiciaire.
En 2012, il se présente comme candidat UMP aux élections législatives dans la deuxième circonscription de l'Allier face au député socialiste sortant Bernard Lesterlin, mais il échoue à nouveau.
Le 10 septembre 2013, dans sa publication "Les "cumulards" de la République", le magazine l'Express le classe 29e sur 1573 élus avec 9 mandats et fonctions différents.  
Il soutient la candidature de François Fillon pour la présidence de l'UMP lors du congrès d'automne 2012.[réf. nécessaire]
Le 23 mars 2014, maire sortant de Montluçon, il remporte les élections municipales de cette ville dès le premier tour et obtient ainsi un troisième mandat. Avec 53,67% des voix, sa liste se trouve loin devant celle du candidat socialiste Frédéric Kott (20,00%).
En décembre 2015, il s'engage aux côtés de Laurent Wauquiez lors des élections régionales pour la nouvelle région Auvergne-Rhône-Alpes et devient conseiller régional d'Auvergne-Rhône-Alpes.
Daniel Dugléry échoue aux élections législatives de juin 2017 face à la candidate En Marche Laurence Vanceunebrock (52,05 %).
Il est mis en examen en 2017 pour prise illégale d'intérêts mais, à l'issue de l'instruction, le juge prend le 21 juillet 2022 une ordonnance de non-lieu en sa faveur,. 
Il annonce le 1er décembre 2017, qu'il démissionne de sa fonction de maire de Montluçon. Il demeure cependant conseiller municipal, président de Montluçon Communauté et conseiller régional d'Auvergne-Rhône-Alpes, jusqu'en 2020.

## Publications

### Ouvrages
- La force des racines :  Ouvrage consacré à Marx Dormoy, 2013, PHR Éditions.
- Halte à l'insécurité ! : livre d'entretien réalisé avec Michel Peisse, en 2021 relatif au traitement de l'insécurité en France. Éditions St Honoré Paris.

## Distinctions
- Officier de la Légion d'honneur
- Officier de l'ordre national du Mérite
- Médaille d'honneur de la Police nationale

## Synthèse des mandats
- Maire de Montluçon depuis mars 2001 (réélu en 2008, puis en 2014)
- Conseiller général de l'Allier élu dans le canton de Montluçon-Est de mars 2001 à avril 2010 (démission pour cumul de mandats)
- Président de la communauté d'agglomération montluçonnaise depuis 2001
- Président du Pôle d'équilibre territorial et rural du pays de la vallée de Montluçon et du Cher depuis 2001
- Conseiller régional d'Auvergne pour le département de l'Allier entre mars 2010 et décembre 2015
- Conseiller régional d'Auvergne-Rhône-Alpes depuis décembre 2015[8]